# Erlang Shen

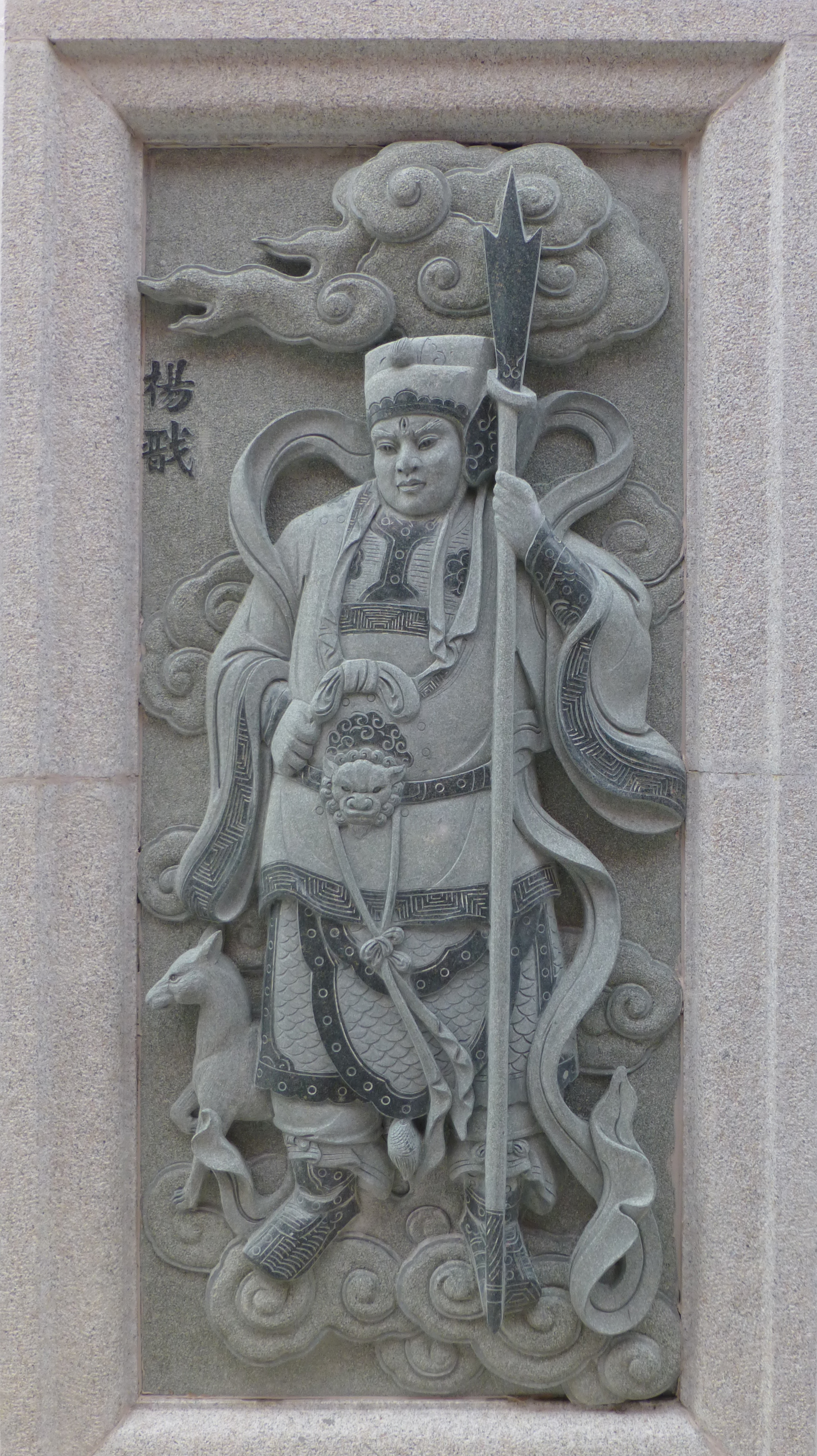
Erlang Shen El Inmortal Divino de la Pureza y la Decencia

Erlang Shen (en chino tradicional y simplificado, 二郎神; pinyin, Èrláng Shén; Wade-Giles, Êrh-lang Shên), también conocido como Erlang de Guankou (灌口二郎?, Guànkǒu ÈrlángP, Kuan-kʽou Êrh-langW) y el Señor de Sichuan (川主?, ChuānzhǔP, Chʽuan-chuW), es un dios chino con un tercer ojo en el medio de su frente.
Er-lang Shen puede ser una versión deificada de varios héroes populares semimíticos que ayudan a regular las inundaciones torrenciales de China que datan de las dinastías Qin, Sui y Jin. Una fuente budista posterior lo identifica como el segundo hijo de Vaishravana, el rey celestial del Norte.
En La investidura de los dioses y Viaje al Oeste, novelas semimíticas de la dinastía Ming, Erlang Shen es el sobrino del Emperador de Jade. En el primero, ayuda al ejército Zhou a derrotar al Shang. En el segundo, es el segundo hijo de un mortal y la hermana del emperador de Jade. En la leyenda, es conocido como el mayor dios guerrero del cielo.

## Origen

### Li Erlang

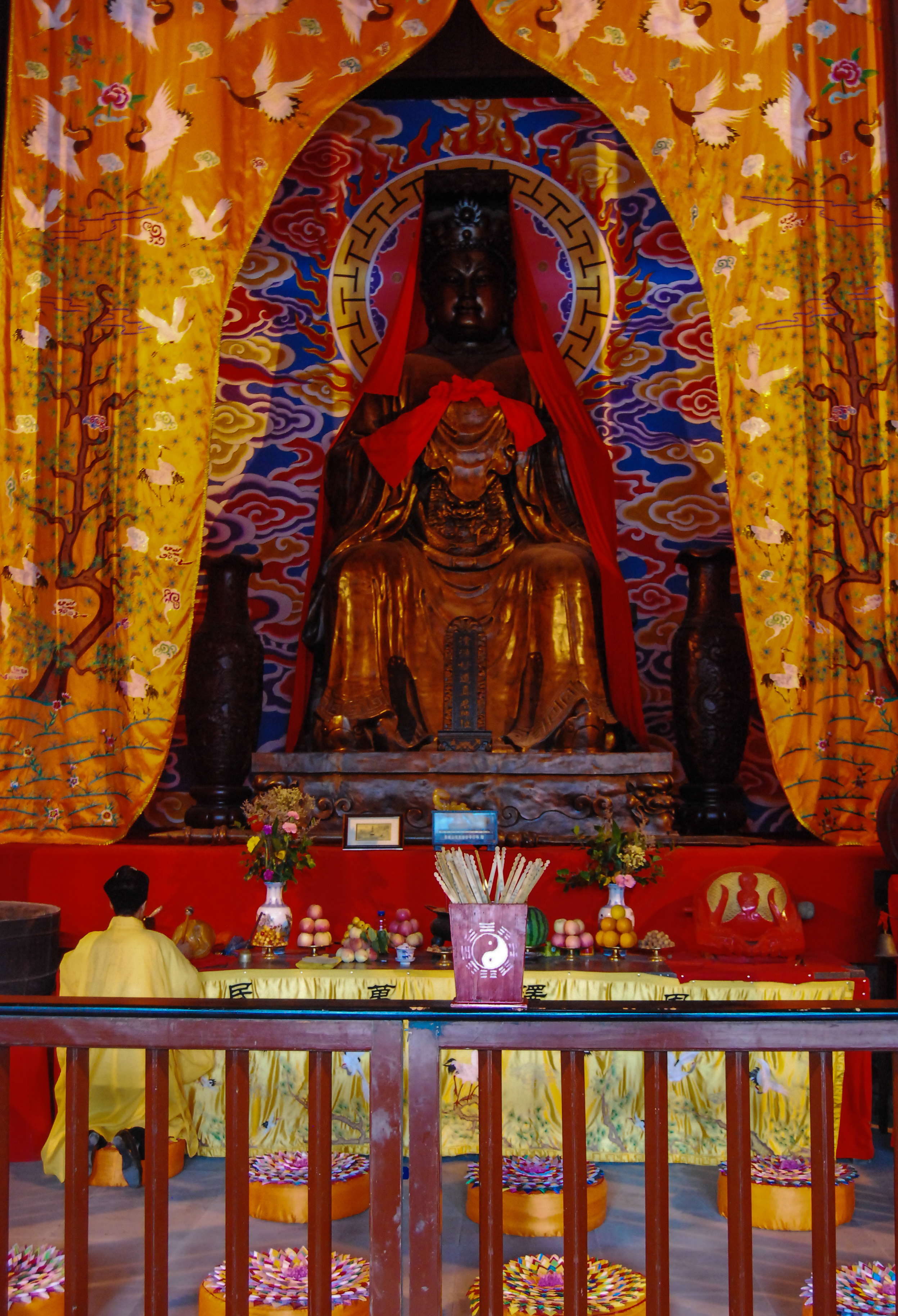
Efigie del dios Erlang dentro del templo Erwang en Dujiangyan, Sichuan.

De entre todas posibilidades, Erlang Shen es más comúnmente identificado como Li Erlang, el segundo hijo de Li Bing, el ingeniero detrás del sistema de irrigación de Dujiangyan.
De acuerdo con la "Historia sobre Li Bing y su hijo en el aprovechamiento de los ríos" en Records of Guansian,[cita requerida] Li Erlang ayudó a su padre en la construcción del complejo sistema de riego que evitó que el río Min se inundara e irrigó la Llanura de Chengdu. En agradecimiento por la prosperidad que esto les trajo, la gente local elevó al padre y al hijo a dioses y dedicó el Templo de los Dos Reyes en su honor.
La leyenda dice que el gobernador Li Bing envió a su hijo a descubrir la fuente de la inundación. Pasó un año explorando el condado sin éxito. Un día, mientras se refugiaba en una cueva, se encontró con un tigre al que mató, y siete cazadores que habían presenciado esta valentía acordaron unirse a él en su búsqueda.
El grupo finalmente llegó a una cabaña en las afueras del condado de Guan (moderna ciudad de Dujiangyan). Desde dentro oyeron el sonido de una anciana llorando. La mujer era la abuela Wang y les dijo que su nieto debía ser sacrificado a un dragón malvado que era el dios del río local. Li Erlang informó de esto a su padre, quien ideó un plan para capturar al dragón.
Los ocho amigos se escondieron en el Templo del Dios del Río y saltaron sobre el dragón cuando llegó para reclamar su ofrenda. El dragón huyó al río perseguido por Li Erlang, quien finalmente lo capturó. La abuela Wang llegó con una cadena de hierro y el dragón fue asegurado en la pila bajo el Templo de la Doma del Dragón, liberando a la región de las inundaciones.
Otra leyenda cuenta que Li Erlang subyugó a un dragón de fuego que vivía en las montañas al norte de Dujiangyan al subir a la cima del Monte Yulei, convirtiéndose en un gigante y construyendo una presa con 66 montañas y luego llenandola con agua de la Pila Pacificandora del Dragón .

### Teoría del origen zoroástrico

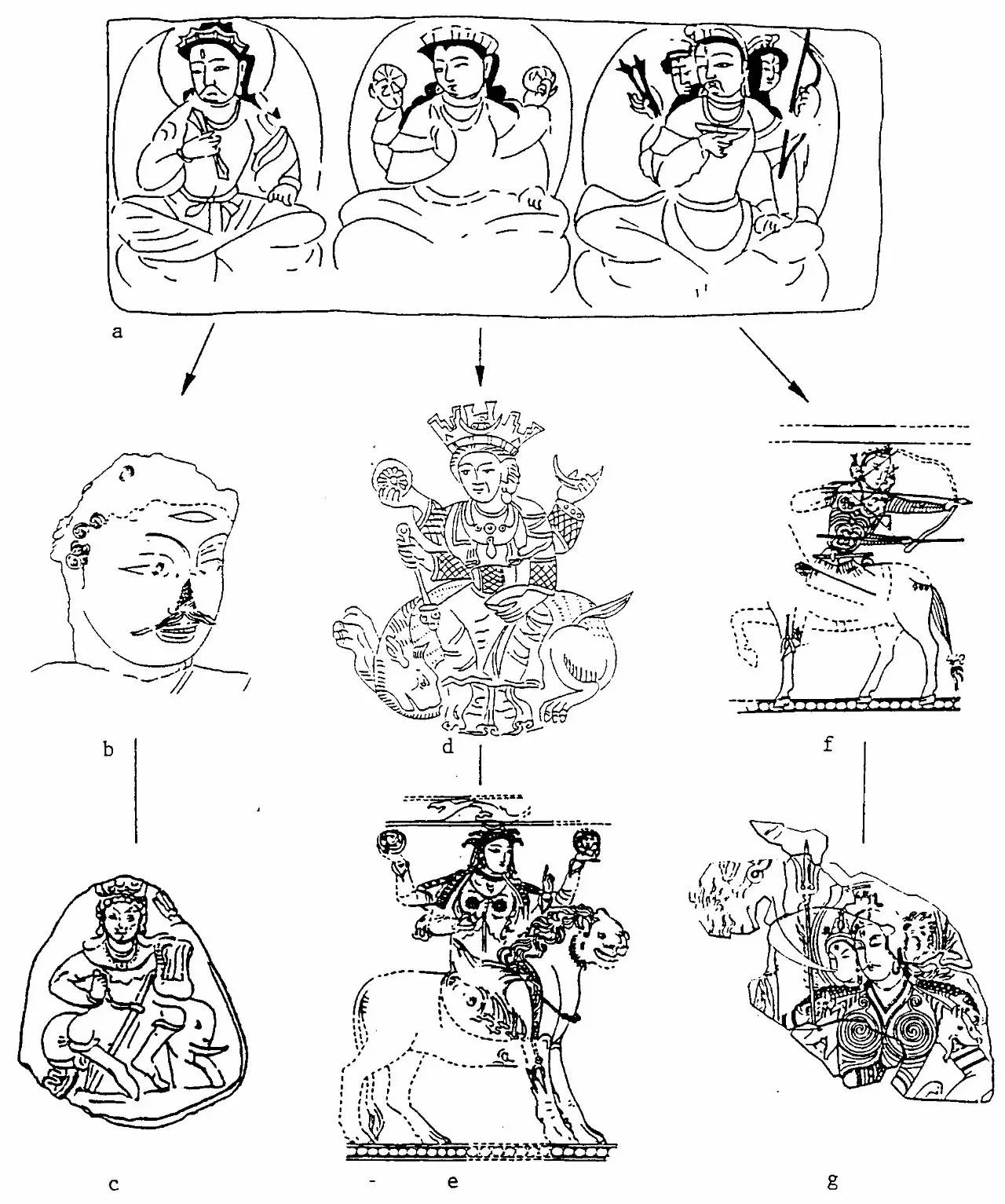
Arriba: tabla jotanesa de Dandan Oilik que representa, de izquierda a derecha, a Ohrmazd, Nana y Weshparkar. En el medio y abajo: representaciones de las tres deidades encontradas en Sogdiana.

En los Anales de primavera y otoño de los diez reinos, se relata que el emperador Wang Zongyan del Shu anterior (907–925) estuvo presente en un desfile militar con armadura dorada, casco decorado con perlas y sosteniendo un arco y una flecha. Su apariencia fue comparada con la de la deidad zoroástrica de Guankou por la multitud. Según la tradición, Erlang Shen era originalmente una deidad fluvial en la zona de Guankou. El profesor Li Guotao sugirió que Wang Zongyan, así como el resto de las familias reales del Shu anterior y el Shu posterior (934–965) eran zoroástricas. Creía que existe una gran similitud entre la apariencia de Erlang Shen y la de la deidad sogdiana Weshparkar, lo que permite concluir que Erlang Shen es una deidad localizada originada en Persia o en el Asia Central zoroástrica.
Sin embargo, después de una comparación detallada de Erlang Shen y la deidad de la lluvia zoroástrica Tishtrya en su artículo para Religious Studies, el profesor Hou Hui propuso que Tishtrya es el arquetipo de Erlang Shen: «Dado que el culto de Erlang Shen se originó en Sichuan, una región con un trasfondo cultural zoroástrico, y la deidad en cuestión comparte muchas características comunes con Tishtrya, por ejemplo, ambos están asociados con el agua. Por lo tanto, se especula que el culto de Erlang Shen puede derivar del culto de Tishtrya».

## Interpretación teatral (Bao Lian Deng)
La traducción directa de Erlang Shen es "dios segundo hijo". Er significa segundo, lang significa niño y Shen significa dios. Su madre, la princesa Yaoji, era la diosa del reino del deseo en el cielo. Su trabajo consistía en limitar los impulsos mortales de los dioses, como el amor, el afecto, la codicia y la ambición. Cuando ella persiguió a un dragón malvado que se liberó de su prisión celestial en el reino de los mortales y fue herida por él, se enamoró de Yang Tianyou, un erudito mortal, que le salvó la vida al darle su propio corazón para reemplazar el que el dragón había dañado. Tuvieron tres hijos: Yang Jiao, Yang Jian (Erlang Shen) y Yang Chan (Santa Madre de Hua Shan). Cuando el Emperador de Jade descubrió su matrimonio, envió a sus ejércitos para matar a su familia y capturarla. Solo Erlang y su hermana Yang Chan sobrevivieron.

## Como Li Bing
Como Li Bing, el primer ingeniero hidráulico en el área de Shu, fue el héroe que detuvo la inundación del río Min al construir el Dujiangyan. Esto de alguna manera llevó a Li Bing a convertirse en un héroe popular que derrotó a un dios del río para salvar a su prefectura de ser inundada, donde esta historia lo había asociado como un nuevo dios del río que protegía a la gente local en el área de las inundaciones.
Sin embargo, surge la discrepancia de que a pesar de que Li Bing / Erlang era conocido como Guankou Shen, el río con el que está asociado está en Qianwei y no en Guankou.
Otra discrepancia es que Li Erlang nunca había aparecido en ninguno de los cuentos relacionados con la detención del río Min. La primera aparición de Li Erlang fue en Zhishui ji (治水記) por Li Ying (李膺) de la dinastía Liang.
Históricamente, a Li Bing se le confirió un título oficial hasta el período de las Cinco Dinastías bajo el gobierno del reino Shu. Él subió al poder político cuando la gran inundación ocurrida en el vigésimo sexto día del octavo mes en 920 CE, fue reportada al emperador por los taoístas Du Guangting (杜光庭).

## Yang Jian
Muchas leyendas y novelas a menudo describen a Erlang como Yang Jian, un sobrino del Emperador de Jade.
Según un antiguo texto Erlang Baojuan, la madre de Yang Jian era la hermana del Emperador de Jade, la Princesa Yaoji, que fue encarcelada bajo el Monte Tao, por haber violado las reglas celestiales al casarse con un humano llamado Yang Tianyou. Muchos años después, su hijo Yang Jian partió el Monte Tao con su hacha, con la esperanza de liberar a su madre. Rescató con éxito a su madre después de ahuyentar al sol llevando una montaña a su espalda.
En la serie de televisión de 2009 Preludio de Lotus Lantern, no tuvo éxito en la misión de rescate, ya que su madre fue incinerada rápidamente por diez de sus hermanos. Un afligido Yang Jian mató a nueve de las diez deidades del sol con su hacha. Más tarde, la Diosa de la Luna, Chang'e, lo disuadió de matar al último sol y se casó con una Princesa Dragón. Ambos incidentes son adaptaciones teatrales completamente modernas del viejo mito.

## Otras identificaciones
Erlang Shen también es identificado con Zhao Yu, un ermitaño que vivió en el Monte Qingcheng y fue nombrado por el Emperador Yang de Sui como Gobernador de Jiazhou. Se dice que Zhao Yu se lanzó con 1000 hombres para derrotar a un dragón de la inundación que había estado atormentando el área. Al llegar al río, Zhao Yu se zambulló en el agua con su espada de doble filo y emergió con la cabeza del dragón. Después de su muerte, según la "Crónica del condado de Changshu", la región volvió a verse afectada por las inundaciones y se vio y él fue visto montando un caballo blanco en medio de las corrientes arremolinadas. Los lugareños construyeron un templo que consagraba a Zhao Yu como el dios Erlang y las inundaciones fueron sometidas.
Se dice que Deng Xia fue un general bajo Erlang que superó en valor a sus predecesores y derrotó a un dragón de la inundación, recibiendo el título "Erlang Shen" y un templo en su honor en Zhongqingli en Hangzhou.

## Representaciones en la cultura china como Yang Jian (楊戩)

### Viaje al Oeste
Erlang hace una aparición cerca del comienzo del clásico Viaje al Oeste de Wu Cheng'en. Erlang, que se titula como Señor verdadero o Sabio ilustre, es el sobrino del Emperador de Jade. Erlang hizo su primera aparición cuando el Emperador de Jade le había ordenado (en el que Erlang también estaba con sus siete sabios de élite a quienes llamó sus hermanos) para someter a Sun Wukong, quien debía ser castigado por sus estragos en el cielo .

Su porte era refinado, su rostro noble, sus orejas colgaban hasta sus hombros y sus ojos brillaban. El sombrero en su cabeza tenía tres picos y fénix volando, y su túnica era de un pálido amarillo ganso. Sus botas estaban forradas con tela de oro; dragones enrollados alrededor de sus calcetines; Su cinturón de jade estaba decorado con las ocho joyas. En la cintura tenía un lazo curvado como la luna. En su mano una lanza de tres puntas de doble filo. Su hacha se había abierto en la montaña Peach cuando rescató a su madre. Su arco había matado a los fénix gemelos de Zongluo. Generalizada era su fama por matar a los Ocho Demonios, y se había convertido en uno de los siete sabios de Plum Hill. Su corazón era demasiado elevado para reconocer a sus parientes en el cielo; En su orgullo volvió a ser un dios en Guanjiang. Era el sabio misericordioso y milagroso de la ciudad roja, Erlang, cuyas transformaciones fueron innumerables. Descripción de Viaje al Oeste, Wu Cheng'en

A lo largo del duelo de Erlang entre Sun Wukong, Erlang había sido el adversario más fuerte, aunque Sun Wukong siempre se las arregló para mantenerse a la vanguardia y, en ocasiones, superar a Erlang gracias a su ingenio rápido. Después de muchas transformaciones que se realizaron en su duelo (Sun Wukong huyendo como pez; Erlang y Sun Wukong se convirtieron en pájaros más grandes, y así sucesivamente). Cerca de la conclusión de la batalla, logró ver a través del disfraz de Sun Wukong (como un templo) usando su tercer ojo. Finalmente derrotó a Wukong a través del trabajo en equipo con varios otros dioses; Laozi personalmente había dejado caer su refinado anillo de oro que había golpeado a Sun Wukong en la cabeza, dándole a Erlang la oportunidad de derribarlo, y el perro de Erlang lo mordió en la pierna. Después de que Sun Wukong había sido capturado (a lo que Sun Wukong responde que son cobardes por atacar desde atrás), él y sus soldados celestiales quemarían áreas aleatorias del monte Huaguo. Erlang se ve nuevamente mucho más tarde en la novela cuando ayuda a Sun Wukong por casualidad luchando contra cierto Rey Dragón y su yerno villano, un demonio de nueve cabezas.

### Fengshen Yanyi
En La investidura de los dioses, Yang Jian aparecería por primera vez durante el ataque de los Diablo Brothers en las estribaciones occidentales. Después de enterarse de la situación, Yang tomaría personalmente la ofensiva contra los hermanos. Durante su duelo contra los cuatro hermanos, Yang deliberadamente se dejaría consumir por el visón volador de Diablo Long Life. Después de la batalla, Yang Jian reaparecería repentinamente antes de Jiang Ziya después de matar al visón dentro de su estómago con sus muchas transformaciones. Para engañar a los Diablo Brothers, Yang Jian luego se transformaría en el visón volador de Long Life y robaría el Havoc-Umbrella de Diablo Red. Por lo tanto, Yang sería reconocido como la verdadera razón de la victoria de Jiang Ziya sobre los Diablo Brothers en un punto general.

### Bao Lian Deng
En el cuento Lotus Lantern (Bao Lian Deng), Erlang tenía una hermana conocida como la Santa Madre del monte Hua. Se casó con un hombre mortal, Liu Yanchang, que era un erudito. Juntos, tuvieron un hijo llamado Chen Xiang. Erlang la amonestó por esta unión ilegal de deidades humanas y la encarceló bajo el monte Hua. Cuando Chen Xiang llegó a la mayoría de edad, dividió la montaña con un hacha para liberar a su madre, pero no antes de enfrentarse a personas que intentaron socavar repetidamente su misión, especialmente su propio tío Erlang.

### Como una deidad filial
En la creencia china, él era un hijo filial que ingresó al inframundo chino para salvar a su madre fallecida del tormento y castigará a los niños no filiales golpeándolos con un golpe trueno como castigo, de ahí que el padre chino diga "Ser herido por un rayo por no ser filial e ingrato "hacia los niños rebeldes. Una deidad guerrera, maneja un  Sān Jiān Liǎng Rèn Dāo  (三尖兩刃刀 - "espada de tres puntas y doble filo") y siempre tiene su fiel  Xiàotiān quǎn  (哮天犬 - "Perro celestial aullando") a su lado. Este perro también lo ayuda a someter a espíritus malignos.

### En la cultura popular
Erlang Shen es retratado en su mayoría, ya sea en leyendas antiguas o juegos o televisión, como un Dios Guerrero noble y poderoso que mata y vence a Demonios y Monstruos en el reino mortal y que encarna la justicia y la rectitud. Él se muestra que tiene una gran fuerza sobrehumana, capaz de cortar una montaña entera con su hacha para salvar a su madre de un solo golpe y ser capaz de 72 Transformaciones (a veces se dice que son 73 Transformaciones), lo que significa que puede transformarse en prácticamente cualquier cosa que él quiere.
Su principal arma de elección es su "Lanza de tres puntas y doble filo" (三尖兩刃槍), una Lanza larga de tres puntas con dos filos cortantes de un Sable. Esta lanza es lo suficientemente poderosa como para penetrar y cortar el acero y la piedra como la lana. Erlang maneja la Lanza Divina con una habilidad inigualable y un dominio superior, siendo una fuerza de destrucción imparable en la batalla cuando empuña dicha Lanza, matando a innumerables Dioses Malvados, monstruosas bestias demoníacas y vastos y masivos ejércitos de demonios y ogros con ella. Casi siempre está acompañado por su fiel 'Perro Celestial Aullador' (哮天犬), que tiene la capacidad de atacar brutalmente, atacar y someter a Demonios y espíritus malignos.
Erlang Shen también ha sido retratado como poseedor de una habilidad única conocida como "Habilidad Divina de Nueve Giros" (九轉玄功). Le otorga una gran durabilidad física de límites indefinidos y casi invulnerabilidad a las armas convencionales y varios hechizos mágicos. En la novela "Creación de los dioses", se demostró que Erlang era completamente impermeable a los golpes de varios objetos místicos poderosos debido a esta habilidad; él ha salido completamente indemne de las armas y artefactos místicos que han demostrado ser capaces de herir severamente o incluso matar a otros inmortales.
Erlang Shen, como un Dios que encarna la justicia, puede ejecutar el "Castigo del Cielo", invocando innumerables rayos masivos y devastadores de Holy Lightning para atacar y desintegrar totalmente a los seres malvados.
El tercer ojo en su frente no tiene un nombre fijo, aunque su nombre más popular actualmente es "El ojo del cielo" (天眼). Tiene la capacidad de diferenciar la verdad de las mentiras y ver a través de engaños y disfraces. Puede usarse como un arma ofensiva, pudiendo disparar explosiones continuas y altamente destructivas de energía luminosa y / o fuego divino.
Las explosiones de luz y fuego del tercer ojo poseen un enorme poder destructivo casi inconmensurable; suficiente poder para destruir por completo y vaporizar todo lo que golpea, incluso lo suficientemente poderoso como para destruir y desintegrar montañas enteras, o borrar y destruir por completo cientos de miles de demonios de una sola vez, o incluso paralizar y destruir inmortales que supuestamente tienen cuerpos 'indestructibles' .
Erlang Shen es un personaje jugable en el juego de rol 'League of Immortals' (亂鬥西遊), un juego de acción y aventura que combina el juego RPG y MOBA. Es conocido como solo 'Erlang' en el juego y es de la Clase Inmortal (仙), que es fuerte contra la Clase Diablo (魔).
El personaje jugable 'Dios exiliado' (神將) del MMORPG asiático 'Asura Online' (鬥戰神) se basa en Erlang Shen, en apariencia y habilidades. Es un luchador cuerpo a cuerpo que usa principalmente la lanza, pero también puede usar la espada y la ballesta. Si bien la mayoría de sus habilidades incluyen combos mortales con su Lanza, incluyen ataques cuerpo a cuerpo con el Sabueso Celestial y ataques de Poder a distancia con su Ojo Celestial.
En el juego MOBA SMITE, es un personaje jugable presentado como un guerrero cuerpo a cuerpo.
El personaje de Combustion Man de Avatar: The Last Airbender se inspira en Erlang Shen.
El personaje de Dragon Ball, Tien Shinhan, está inspirado en él. Incluso tiene un tercer ojo también.
En la animación de 1973 Dioses chinos, la imagen de Bruce Lee se utiliza para retratarlo. Aquí posee el Tercer Ojo, mata a un dragón y lucha contra un sacerdote que cambia de forma.
En el juego de rol roguelike de Gumballs & Dungeons para Android, Erlang Shen, acompañado por su perro Xiàotiān quǎn como compinche, es un personaje jugable con el "Ojo del cielo" diseñado como un ataque específico para él, causándole daño y disminuyendo la defensa de los enemigos.
| Año  | País            | Título                                   | Tipo                | Yang Jian/Erlang Sheng actor |
| ---- | --------------- | ---------------------------------------- | ------------------- | ---------------------------- |
| 1986 | China           | Journey to the West 西游记               | Serie de televisión | Lin Zhiqian                  |
| 1996 | Hong Kong       | Journey to the West 西游记               | Serie de televisión | Joe Ma                       |
| 1998 | Singapore       | Legend of the Eight Immortals 东游记     | Serie de televisión | Wang Yanbin                  |
| 1999 | China           | Lotus Lantern 宝莲灯                     | Película animada    | Jiang Wen                    |
| 2005 | China           | Lotus Lantern 宝莲灯                     | Serie de televisión | Vincent Chiao                |
| 2006 | China           | The Legend and the Hero 封神榜之凤鸣岐山 | Serie de televisión | Han Dong                     |
| 2009 | China           | Prelude of Lotus Lantern 宝莲灯前传      | Serie de televisión | Vincent Chiao                |
| 2009 | China           | The Legend and the Hero 2                | Serie de televisión | Han Dong                     |
| 2010 | China           | Journey to the West 西游记               | Serie de televisión | Yin Xiaotian                 |
| 2011 | China           | Journey to the West 西游记               | Serie de televisión | Feng Shaofeng                |
| 2014 | Hong Kong China | The Monkey King 西游记之大闹天宫         | Película            | Peter Ho                     |
| 2016 | Hong Kong China | League of Gods 3D封神榜                  | Película            | Huang Xiaoming               |
| 2019 | China           | The Gods 封神                            | Serie de televisión | Luo Jin                      |
| TBA  | China           | Zhaoge 朝歌                              | Serie de televisión | Xu Kai                       |
| TBA  | China           | The Legends of Monkey King 大泼猴        | Serie de televisión | Jin Akanishi                 |
| TBA  | China           | Legend of Nezha 哪咤降妖记               | Serie de televisión | Gao Ziqi                     |